# Muna Katupose
Muna Katupose est un footballeur namibien né le 22 février 1988.
Il a participé à la Coupe d'Afrique des nations 2008 avec l'équipe de Namibie.

## Carrière
- 2006-2007 : Epupa Eleven Stars ( Namibie)
- 2007-2009 : Oshakati City ( Namibie)
- 2009-2011 : Eleven Arrows ( Namibie)
- 2011-2013 : African Stars ( Namibie)
- 2013- : Black Africa ( Namibie)